# Aubèrt
Aubèrt és una entitat de població que pertany al municipi de Vielha e Mijaran i a l'entitat municipal descentralitzada d'Aubèrt e Betlan, a la Vall d'Aran. El poble està situat a 903 metres i està arran de la carretera N-230 de Vielha a França, a 2 quilòmetres de distància del cap de municipi, Vielha. El conjunt és una obra inclosa a l'Inventari del Patrimoni Arquitectònic de Catalunya. El 2019 tenia 192 habitants.

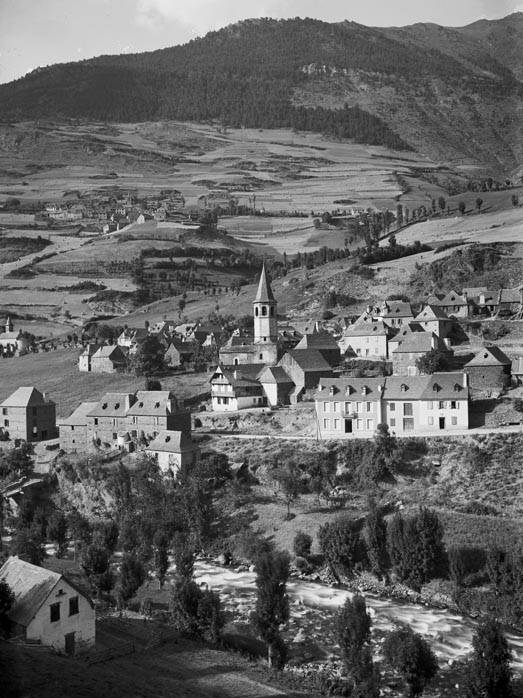
Aubèrt i la Garona. Fotografia de 1907

El poble d'Aubèrt, independent fins a 1847, formava part de l'antic terme de Betlan. Està situat a 912 m d'altitud, a la dreta de la Garona, vora la carretera N-230, a 4 km de Vielha. És presidit per l'església de la Mare de Déu del Roser, un edifici romànic (segle xii) amb un campanar de torre aixecat al segle xvi. Als afores, vora el cementiri, hi ha l'església parroquial de Sant Martí, romànica de transició (segle XIII), que era la de l'antic monestir de Sant Agustí, avui desaparegut.